# Marien Moreau
Marien Moreau (ur. 25 października 1983 w Évreux) – francuski siatkarz, reprezentant Francji, występujący na pozycji atakującego. Od sezonu 2015/2016 występuje w drużynie Arago de Sète.
W 2012 roku otrzymał nagrodę dla najlepiej punktującego gracza (zdobył ponad 500 punktów) w rozgrywkach Pro A, w których zajął wówczas 3. miejsce z drużyną Arago de Sète.

## Sukcesy
Mistrzostwo Francji:
- 2004
- 2006, 2010, 2016
- 2005, 2012

Puchar Francji:
- 2005, 2006

Liga Mistrzów:
- 2005

Superpuchar Francji:
- 2005

Puchar Hiszpanii:
- 2007

Mistrzostwo Hiszpanii:
- 2007

Mistrzostwo Portoryko:
- 2013

Mistrzostwo Niemiec:
- 2014

Mistrzostwo Belgii:
- 2015

## Sukcesy reprezentacyjne
Mistrzostwa Europy Juniorów:
- 2002

## Nagrody indywidualne
- 2012: Najlepszy punktujący ligi francuskiej Pro A w sezonie 2011/2012